# Scaphyglottis chlorantha
Scaphyglottis chlorantha är en orkidéart som beskrevs av Bryan Roger Adams. Scaphyglottis chlorantha ingår i släktet Scaphyglottis och familjen orkidéer.
Artens utbredningsområde är Panamá. Inga underarter finns listade i Catalogue of Life.